# Ger toshav
Ger toshav (in ebraico  גר תושב‎?) era un'espressione composta dalle due parole ebraiche ger (lett. "straniero" o "privo della cittadinanza locale") e (toshav lett. "residente"), per indicare un gentile, vale a dire un individuo di origine non ebraica, che viveva nella Terra d'Israele, accettando di osservare le Sette Leggi di Noè, un sistema normativo del Talmud dettato da Dio per i "figli di Noè", che sono identificati con l'intero genere umano sopravvissuto al diluvio.
I ger toshav formavano una comunità di cittadini con un minore numero di diritti, ma che potevano raggiungere una sostanziale eguaglianza dal punto di vista civile con la comunità ebraica autoctona, pur non convertendosi alla religione giudaica.
I casi in cui ai ger toshav era lecito lavorare per un Ebreo durante il giorno sacro erano molto più restrittivi di quelli ammessi per un Gentile del tutto estraneo agli obblighi della legge ebraica.

## Definizione
Un ger toshav è un gentile che accetta l'autorità della Torah e dei rabbini, oltre all'applicazione dei diritti e degli obblighi sanciti dalle leggi speciali per i Gentili. L'espressione ger toshav può essere usato in senso formale o informale.
Definizione formale
In senso formale, un ger toshav è un gentile che accetta ufficialmente le Sette Leggi di Noè come vincolanti per sé stesso, alla presenza di una corte ebraica rabbinica chiamata beth fr. Esistono inoltre due scuole di pensiero minoritarie in merito agli impegni assunti dal geder toshav per effetto del suo giuramento pubblico di fedeltà (in Avodah Zarah, 64b):
1. astenersi da pratiche idolatriche di qualsiasi genere (dettagliate in Esodo 20:2–4[6], Deuteronomio 5: 6–8[7])[1];
2. praticare i 613 comandamenti[1] per i quali l'autorità rabbinica è il giudice naturale precostituito per legge, ad unica eccezione del divieto di mangiare animali kosher uccisi con metodi diversi da quello della macellazione rituale, o possibilmente[4] anche di qualsiasi inosservanza punibile con la Kareth.<vbr />

La maggioranza degli studiosi è concorde nel fatto che il ger toshav giurasse fedeltà alle Sette Leggi di Noè di fronte alla presenza di una corte rabbinica composta da almeno tre Giudici d'Israele. A seguito di tale sottomissione all'autorità della legge, che era impersonata dal rabbino, il ger toshav riceveva in cambio la garanzia di alcuni diritti e privilegi legali da parte della comunità locale, i quali modificavano in meius la direzione e il verso del rapporto ebreo-gentile, che acquisiva il diritto ad essere aiutato in caso di necessità (economica o militare). 
Definizione implicita
In senso informale, un ger toshav era chi che accettava di fatto le Leggi di Noè, ma in assenza di un giuramento pubblico testimoniale, ovvero, in alternativa, che rifiutava semplicemente l'idolatria, caso sollevato in particolare per quanto riguarda i musulmani. Un gentile che accettava i Sette Mitzvot, prima di completare il percorso di conversione come Beth Din, era chiamato come chasid umot ha'olam, che significa "Persone Pie del Mondo". Le autorità halakiche divergevano sulla legge applicabile.
Con l'interruzione dei Giubilei ebraici, non furono più celebrati nemmeno gerim toshvim (plurale) formali. Continuano ad esistere Ger toshav "informali" , dato che è possibile aesere qualificati come chasid umot ha'olam, anche non osservando l'anno giubilare.

## Contesto
Le norme del Torat Kohanim stabilivano il diritto di uno straniero a chiedere asilo nelle città levitiche, ad ottenere una pubblica audizione che aveva il potere di conferirgli il diritto-obbligo di residenza nel territorio e il diritto ad essere manlevato da portatori non-residenti di diritti pur contemplati dalla legge ebraica. In particolare, i rei di omicidio divenuti residenti della città levitica non potevano essere né consegnati  consanguinei delle vittime né uccisi a fronte di una loro legittima richiesta, secondo il diritto sancito da Numeri 35:31-34. Coloro ai quali era concesso il diritto d'asilo, erano soggetti al corrispondente obbligo di residenza fino alla morte del sommo sacerdote della città nativa.
Oltre al diritto di asilo con obbligo residenza dello straniero, la legge ebraica fu anche una delle prime legislazioni a riconoscere una possibile soggettività giuridica per gli stranieri ospiti nei territori sottoposti alla sua giurisdizione. Essa era subordinata al pubblico riconoscimento volontario delle leggi dell'Alleanza fra Dio ed Israele. Rispetto alla classe sociale dei meteci dell'Antica Grecia, ai Ger toshav non erano concessi solamente diritti economici quali erano lo svolgimento di attività economico-professionali non degradanti e il godimento di un tenore di vita migliore rispetto a quello degli schiavi, ma anche il potere di prestare giuramento di fedeltà al cospetto di una corte rabbinica e di poter divenire così titolare di alcuni diritti soggettivi come quello della proprietà immobiliare. 
I ger toshav erano uomini liberi, ma non armati. Numeri 36 afferma che Mosè introdusse i diritti successori anche per le donne, a patto che queste sposassero un uomo della tribù nativa, al fine di non disperdere a favore di altre tribù la porzione di terra riservata da Dio alla comunità locale. La legge mosaica pertanto consentiva in linea teorica i matrimoni misti fra differenti tribù israelite, ma al prezzo di un elevato sacrifico economico; analogamente i matrimoni tra un ger toshav e un ebreo erano subordinati alla piena conversione religiosa al Giudaismo, presentando il medesimo rischio di distribuire la proprietà di terre e immobili assegnati da Dio ad una tribù -in quanto comunità religiosa- a favore del ger toshav e dei figli, pur residenti, ma non ancora integrati al suo interno.

In caso di successiva libera  ed eventuale scelta di convertirsi al giudaismo e di contrarre un matrimonio con Ebrei nativi del luogo, quello che era un Ger toshav diveniva titolare di diritti successori attivi e passivi (a favore di sé stessi o dei propri congiunti), entrando a tutti gli effetti a far parte di una comunità cittadina e della relativa tribù israelita. 

## Età moderna
Il giudaismo incoraggia i non ebrei ad aderire alle Leggi di Noè. Alcuni gruppi, in particolare i seguaci del movimento Chabad Lubavitch, istituirono classi e reti sociali per i gentili che si impegnano ad aderire a questo ordinamento giuridico (vedi Campagna Noachide). Lo stesso Lubavitcher Rebbe incoraggiò i suoi seguaci in molte occasioni a insegnare le Sette Leggi di Noè, dedicando alcuni dei suoi scritti a districarsi fra le sottigliezze di questo codice.
Nel 2008, l'Ask Noah International pubblicò il Sefer Sheva Mitzvot Hashem, un nuovo codice di leggi, redatto dal rabbino Moshe Weiner appositamente per il movimento noachista. La prefazione all'opera dichiara che il volume era stato concepito per essere il primo "Shulchan Arukh contenente tutte le leggi dei Figli di Noè". Il testo si propone come autorità normativa, in quanto corredato dalle lettere di approvazione da parte del rabbino Zalman Nechemia Goldberg della Corte suprema rabbinica di Israele, dei capi rabbini di Israele, oltre alle lettere di benedizione e approvazione da parte di vari altri rabbini famosi in tutto il mondo. Nel codice stesso, afferma che [16] "in questo momento, nel quale non accettiamo [più] geirim toshvim per la (concessione) dei privilegi di (ger toshav) [per esempio, quello di vivere nella Terra di Israele], tuttavia, se egli si presenta davanti a (una corte rabbinica di) tre [giudici], di propria spontanea volontà assumendo su di sé di venire ad essere un ger toshav e un [membro] del Popolo Pio del Mondo, per amor di accettare il suo mitzvot, lo accettiamo." In un passaggio successivo, il testo aggiunge che lo status di chasid umot ha'olam può essere riconosciuto anche a chi non è un ger toshav, tipizzando quattro possibili condizioni giuridiche di un gentile:
1. Completa conversione al giudaismo di propria spontanea volontà;
2. chasid umot ha'olam: accettazione dei Sette Mitzvot dei Figli di Noè;
3. Ger toshav;
4. circoncisione.

Un Gentile è obbligato ad accettare i Sette Mitzvot, mentre resta una sua libera scelta se apparire davanti a un tribunale rabbinico per diventare un ger toshav.
Secondo il commento di Kellner (1991) su Mosè Maimonide, un ger toshav potrebbe costituire una tappa nel percorso di transizione allo stato di ger tzedek (in ebraico גר צדק‎?, "straniero giusto"), inteso come un convertito al giudaismo. Egli ipotizza che al tempo del Messia sarebbe potuto esistere un singolo ger tzedek.

In senso contrario, il rabbino Menachem Mendel Schneersohn afferma che lo status di ger toshav avrebbe continuato ad esistere anche nell'era messianica. La sua tesi si basa su Hilchot Melachim 12:5, secondo il quale "l' occupazione del mondo intero (kol ha'olam) non sarà altro che [quella di] conoscere G-d". Nella sua accezione semplice, afferma, la parola ebraica kol ha'olam includerebbe anche i gentili. Come prova, cita 11:4, che tratta anche dell'era messianica, nel quale il termine simile ha'olam kulo (lett. "il mondo nella sua interezza"), si riferisce chiaramente ai gentili. Continuando il testo in Hilchot Melachim 12:5, Maimonide rivolge esplicitamente l'argomento agli ebrei usando il termine Yisra'el, affermando che "pertanto, gli ebrei saranno grandi saggi e conosceranno le cose nascoste, apprendendo la sapienza del loro Creatore secondo tutta la portata del potenziale umano", indicando che ebrei e gentili coesisteranno al tempo del Messia.
In ogni caso, anche in presenza di un re ebreo con un sinedrio, mentre tutte le Dodici Tribù vivono nella Terra di Israele, la legge ebraica non consente di obbligare qualcuno a convertirsi e diventare un ger tzedek contro la sua volontà.